# Baeksang Arts Awards de 2011
A 47ª cerimônia anual do Baeksang Arts Awards foi realizada em 26 de maio de 2011. Sua transmissão ocorreu pela emissora KBS2, durante evento realizado no Grande Salão da Paz da Universidade Kyung Hee em Seul, tendo sido apresentado pelos atores Ryu Si-won e Kim Ah-joong.
A série Secret Garden da emissora SBS, recebeu o maior número de indicações totais e sagrou-se a maior vencedora da edição, o que incluiu o prêmio de Melhor Drama. O título Ajeossi recebeu o prêmio de Melhor Filme na categoria cinema. As maiores honras da noite, o Grande Prêmio (Daesang), foram ambas entregues a atores, com Lee Byung-hun que estrelou o filme I Saw the Evil recebendo pela categoria cinema e Hyun Bin, que estrelou Secret Garden, recebendo o prêmio pela categoria televisão.  

## Vencedores e indicados
Lista completa de indicados e vencedores (este último indicado em negrito).

### Cinema
| Grande Prêmio | Melhor Filme |
| --- | --- |
| - Lee Byung-hun - I Saw the Devil | - Ajeossi - Moss - Poetry - The Unjust - The Yellow Sea |
| Melhor Ator | Melhor Atriz |
| - Ha Jung-woo - The Yellow Sea como Gu-nam - Cha Tae-hyun - Hello Ghost como Sang-man - Lee Byung-hun - I Saw the Devil como Soo-hyun - Ryoo Seung-bum - The Unjust como Joo Yang - Won Bin - Ajeossi como Cha Tae-sik                             | - Tang Wei - Late Autumn como Anna - Jo Yeo-jeong - The Servant como Chunhyang - Seo Young-hee - Bedevilled como Kim Bok-nam - Soo Ae - Midnight FM como Go Sun-young - Yoon Jeong-hee - Poetry como Yang Mi-ja           |
| Melhor Ator Revelação | Melhor Atriz Revelação |
| - Choi Seung-hyun - 71: Into the Fire como Oh Jang-beom - Cho Jin-woong - Glove como Charles - Choi Daniel - Cyrano Agency como Lee Sang-yong - Song Sae-byeok - The Servant como Byun Hak-do - Um Ki-joon - Man of Vendetta como Choi Byeong-chul | - Shin Hyun-bin - He's on Duty como Jang-mi - Ji Sung-won - Bedevilled como Hae-won - Kim Sae-ron - Ajeossi como So-mi - Lee Min-jung - Cyrano Agency como Kim Hee-joong - Shim Eun-kyung - Happy Killers como Kim Ha-rin |
| Ator Mais Popular | Atriz Mais Popular |
| - Choi Seung-hyun - 71: Into the Fire como Oh Jang-beom | - Park Shin-hye - Cyrano Agency as Min-young |
| Melhor Diretor | Melhor Diretor Revelação |
| - Lee Chang-dong - Poetry - Kang Woo-suk - Moss - Lee Jeong-beom - Ajeossi - Na Hong-jin - The Yellow Sea - Ryoo Seung-wan - The Unjust | - Kim Young-tak - Hello Ghost - Jang Cheol-soo - Bedevilled - Jang Yoo-jeong - Finding Mr. Destiny - Kim Jung-hoon - Petty Romance - Kim Kwang-sik - My Dear Desperado                                                    |
| Melhor Roteiro | |
| - Yook Sang-hyo - He's on Duty - Kim Dae-woo - The Servant - Kim Hyun-seok - Cyrano Agency - Lee Chang-dong - Poetry - Park Hoon-jung - The Unjust                                                                                                 | |

### Filmes com múltiplas indicações
| Indicações | Filme             |
| ---------- | ----------------- |
| 4          | Cyrano Agency     |
| 4          | Ajeossi           |
| 4          | Poetry            |
| 4          | The Unjust        |
| 3          | Bedevilled        |
| 3          | The Servant       |
| 3          | The Yellow Sea    |
| 2          | 71: Into the Fire |
| 2          | I Saw the Evil    |
| 2          | Moss              |

### Filmes com múltiplos prêmios
| Prêmios | Filme             |
| ------- | ----------------- |
| 2       | 71: Into the Fire |
| 2       | He's on Duty      |

### Televisão
| Grande Prêmio | Melhor Drama |
| --- | --- |
| - Hyun Bin - Secret Garden | - Secret Garden (SBS) - Dong Yi (MBC) - Giant (SBS) - King of Baking, Kim Takgu (KBS2) - Sungkyunkwan Scandal (KBS2) |
| Melhor Programa Educacional | Melhor Programa de Entretenimento |
| - What Is School (EBS) | - Come to Play (MBC) |
| Melhor Diretor | Melhor Roteiro |
| - Lee Jung-sub - King of Baking, Kim Takgu - Jung Eul-young - Life Is Beautiful - Lee Byung-hoon - Dong Yi - Shin Woo-chul - Secret Garden - Yoo In-shik - Giant                                                                                               | - Kim Eun-sook - Secret Garden - Jang Young-chul - Giant - Jung Ha-yeon - Flames of Desire - Kang Eun-kyung - King of Baking, Kim Takgu - Kim Gyu-wan - Cinderella's Sister                                                                              |
| Melhor Ator | Melhor Atriz |
| - Jeong Bo-seok - Giant como Jo Pil-yeon - Hyun Bin - Secret Garden como Kim Joo-won - Kwon Sang-woo - Daemul como Ha Do-ya - Lee Beom-soo - Giant como Lee Kang-mo - Yoon Shi-yoon - King of Baking, Kim Takgu como Kim Tak-gu                                | - Han Hyo-joo - Dong Yi como Dong-yi (Choi Suk-bin) - Ha Ji-won - Secret Garden como Gil Ra-im - Jeon In-hwa - King of Baking, Kim Takgu como Seo In-suk - Kim Ah-joong - Sign como Go Da-kung - Park Min-young - Sungkyunkwan Scandal como Kim Yoon-hee |
| Melhor Ator Revelação | Melhor Atriz Revelação |
| - Park Yoochun - Sungkyunkwan Scandal como Lee Sun-joon - Kim Soo-hyun - Dream High como Song Sam-dong - Kim Sung-oh - Secret Garden como Secretário Kim - Ok Taecyeon - Cinderella's Sister como Han Jung-woo - Park Jin-young - Dream High como Yang Jin-man | - Yoo In-na - Secret Garden como Im Ah-young - Bae Suzy - Dream High como Go Hye-mi - Lee Si-young - Becoming a Billionaire como Bu Tae-hee - Nam Gyu-ri - Life Is Beautiful como Yang Cho-rong - Park Ha-sun - Dong Yi como Rainha Inhyeon              |
| Ator Mais Popular | Atriz Mais Popular |
| - Park Yoochun - Sungkyunkwan Scandal como Lee Sun-joon | - Moon Geun-young - Cinderella's Sister como Song Eun-jo |
| Melhor Artista de Variedades – Masculino | Melhor Artista de Variedades – Feminino |
| - Lee Soo-geun - 1 Night, 2 Days | - Kim Won-hee - Come to Play |
| Melhor Diretor Revelação | |
| - Kim Won-seok - Sungkyunkwan Scandal - Kim Dae-jin - Life Is Good - Lee Dong-hoon - Daring Women - Lee Eung-bok - Dream High | |

### Programas com múltiplas indicações
| Indicações | Programa de Televisão      |
| ---------- | -------------------------- |
| 8          | Secret Garden              |
| 5          | Giant                      |
| 5          | King of Baking, Kim Takgu' |
| 5          | Sungkyunkwan Scandal       |
| 4          | Dream High                 |
| 4          | Dong Yi                    |
| 3          | Cinderella's Sister        |
| 2          | Life Is Beautiful          |

### Programas com múltiplos prêmios
| Prêmios | Programas de Televisão |
| ------- | ---------------------- |
| 4       | Secret Garden          |
| 3       | Sungkyunkwan Scandal   |
| 2       | Come to Play           |

### Outros prêmios
| Prêmio Fashion InStyle | Prêmio de Contribuição em Vida |
| ---------------------- | ------------------------------ |
| - Lee Min-jung         | - Shin Seong-il                |